# Akasztó
Akasztó es un pueblo ubicado en el distrito de Kiskőrös, en el condado de Bács-Kiskun, Hungría.

## Superficie
Posee una superficie de 64,88 kilómetros cuadrados.

## Demografía
Hasta 2019 la población era de 3221 habitantes, con una densidad de población de 49,65 habitantes por kilómetro cuadrado.